# Movimiento Revolucionario Túpac Amaru

Flagge der MRTA

Die Gruppe Movimiento Revolucionario Túpac Amaru (kurz MRTA), deutsch Revolutionäre Bewegung Tupac Amaru, war eine Untergrundbewegung in Peru, die im Jahr 1984 entstand. Der Name geht zurück auf den letzten Inka-Herrscher Túpac Amaru, der als Erbe der gestürzten Inkakönige 1572 von den Spaniern gefangen und hingerichtet wurde.

## Entstehung und Entwicklung bis Anfang der 1990er Jahre
Die MRTA ist aus der Bewegung der Revolutionären Linken Perus (MIR) hervorgegangen und rekrutiert sich insbesondere aus der indigenen Bevölkerung Perus. Politisch vergleichsweise undogmatisch kämpfte die MRTA in erster Linie für die Verbesserung der miserablen sozialen Lage der indigenen Landbevölkerung.
Die MRTA verübte 1989 Racheakte an Asháninka, die der Kollaboration gegen die MIR im Guerillakrieg von 1965 beschuldigt wurden. Das führte zu einem Aufstand der Asháninka, die in der Folge die Stadt Puerto Bermúdez besetzten, um der Regierung MRTA-Mitglieder zu übergeben. Ebenso beteiligte sich die MRTA an Zwangsrekrutierungen unter der indigenen Bevölkerung und am Drogenanbau. In Europa genoss die MRTA teilweise erhebliche Sympathien bei der Linken.
Die Túpac Amarus distanzierten sich ausdrücklich vom straff organisierten maoistischen Sendero Luminoso (Leuchtender Pfad), der von dem 1992 verhafteten Abimael Guzmán geführt wurde. Reste der MRTA und des Sendero Luminoso werden im Huallaga-Tal vermutet.
Die Situation der damaligen Zeit ist beschrieben in Tod in den Anden des peruanischen Schriftstellers Mario Vargas Llosa, der 1990 bei der Präsidentenwahl dem japanischstämmigen Alberto Fujimori unterlag. Zwei Jahre nach seiner Amtseinführung putschte Fujimori mit Hilfe der Militärs gegen seine eigene Regierung. Im September 1992 wurden in einer großangelegten Aktion – gestützt auf Geheimdienst und Militär – zahlreiche Führer und Mitglieder des Leuchtenden Pfads und der MRTA festgenommen. Danach ließen die Aktivitäten der beiden Gruppen nach. Die peruanische Regierung unter Fujimori entwaffnete schließlich einen großen Teil der Kämpfer durch ein Amnestieangebot. Bis Ende 1994 gaben 6.400 Rebellen ihre Waffen ab.

## Besetzung der Japanischen Botschaft 1996
Weltweite Aufmerksamkeit erreichte die MRTA noch einmal am 17. Dezember 1996, als ein schwerbewaffnetes 14-köpfiges Kommando der MRTA während eines Empfangs in die Residenz des japanischen Botschafters in der peruanischen Hauptstadt Lima eindrang. Von den 800 Geiseln wurden noch am selben Tag mehr als 700 Personen, meist Frauen und Kinder, freigelassen. Unter den deutschen Geiseln befanden sich auch der ständige Vertreter des Botschafters der Bundesrepublik, Jürgen Steinkrüger, und der Entwicklungsreferent Hannspeter Nintzel. Die Geiselnehmer verlangten die Freilassung aller inhaftierten Túpac Amaru-Mitglieder, insbesondere des MRTA-Chefs Victor Polay und seines Stellvertreters Peter Cárdenas Schulte. Während der monatelang andauernden Besetzung ließen die Rebellen immer wieder einzelne Geiseln frei, wobei Vermittlungsaktivitäten des damaligen Erzbischofs von Ayacucho, Luis Cipriani, eines engen Vertrauten Fujimoris, eine bedeutende Rolle spielten. Am 22. April 1997 stürmte die Armee die japanische Botschaft und beendete die Besetzung blutig. Alle 14 Geiselnehmer, darunter auch der damalige Anführer der MRTA Néstor Cerpa Cartolini, zwei Soldaten sowie eine Geisel, die in der Aufregung an Herzversagen starb und nicht getötet wurde, kamen dabei ums Leben. Die restlichen 71 Geiseln wurden befreit.

## Filme
- 1999: 127 Tage Todesangst (Lima: Breaking the Silence), Spielfilm, 90 Minuten, u. a. mit Christopher Atkins (Cine Plus Home Entertainment GmbH)
- Alias Alejandro (Deutschland 2004, 93 min.). Dokumentarfilm des DFFB-Studenten Alejandro Cárdenas (Buch und Regie) über seine Annäherung an seinen Vater, den inhaftierten MRTA-Comandante Peter Cárdenas Schulte (Deckname: Alejandro) (Kamera: Florian Schilling; Schnitt: Cuini Amelio-Ortiz; Musik: Zort; Produktion: sabotage films, Martin Cichy und Karsten Aurich, in Ko-Produktion mit dem ZDF/Das kleine Fernsehspiel und der Deutschen Film- und Fernsehakademie Berlin)